# Parada de Ester
Parada de Ester é uma povoação portuguesa do município de Castro Daire, sede da extinta freguesia homónima que tinha 28,98 km² de área e 654 habitantes (2011), e, por isso, uma densidade populacional de 22,6 hab/km². 
A freguesia de Parada de Ester foi extinta em 2013, no âmbito de uma reforma administrativa nacional, tendo sido agregada à freguesia de Ester para formar uma nova freguesia denominada União das Freguesias de Parada de Ester e Ester da qual é a sede. Foi seu presidente Nuno Miguel Martins Crescêncio (2017).
Parada de Ester foi vila e sede de concelho extinto em 1836. Este era constituído apenas pela freguesia da sede e tinha, em 1801, 632 habitantes.

## População
| População da freguesia de Parada de Ester | População da freguesia de Parada de Ester | População da freguesia de Parada de Ester | População da freguesia de Parada de Ester | População da freguesia de Parada de Ester | População da freguesia de Parada de Ester | População da freguesia de Parada de Ester | População da freguesia de Parada de Ester | População da freguesia de Parada de Ester | População da freguesia de Parada de Ester | População da freguesia de Parada de Ester | População da freguesia de Parada de Ester | População da freguesia de Parada de Ester | População da freguesia de Parada de Ester | População da freguesia de Parada de Ester |
| ----------------------------------------- | ----------------------------------------- | ----------------------------------------- | ----------------------------------------- | ----------------------------------------- | ----------------------------------------- | ----------------------------------------- | ----------------------------------------- | ----------------------------------------- | ----------------------------------------- | ----------------------------------------- | ----------------------------------------- | ----------------------------------------- | ----------------------------------------- | ----------------------------------------- |
| 1864                                      | 1878                                      | 1890                                      | 1900                                      | 1911                                      | 1920                                      | 1930                                      | 1940                                      | 1950                                      | 1960                                      | 1970                                      | 1981                                      | 1991                                      | 2001                                      | 2011                                      |
| 1 262                                     | 1 282                                     | 1 327                                     | 1 516                                     | 1 490                                     | 1 339                                     | 1 471                                     | 1 631                                     | 1 806                                     | 1 516                                     | 1 192                                     | 1 041                                     | 921                                       | 790                                       | 654                                       |

| Distribuição da População por Grupos Etários | Distribuição da População por Grupos Etários | Distribuição da População por Grupos Etários | Distribuição da População por Grupos Etários | Distribuição da População por Grupos Etários | Distribuição da População por Grupos Etários | Distribuição da População por Grupos Etários | Distribuição da População por Grupos Etários | Distribuição da População por Grupos Etários | Distribuição da População por Grupos Etários |
| -------------------------------------------- | -------------------------------------------- | -------------------------------------------- | -------------------------------------------- | -------------------------------------------- | -------------------------------------------- | -------------------------------------------- | -------------------------------------------- | -------------------------------------------- | -------------------------------------------- |
| Ano                                          | 0-14 Anos                                    | 15-24 Anos                                   | 25-64 Anos                                   | > 65 Anos                                    |                                              | 0-14 Anos                                    | 15-24 Anos                                   | 25-64 Anos                                   | > 65 Anos                                    |
| 2001                                         | 105                                          | 80                                           | 367                                          | 238                                          |                                              | 13,3%                                        | 10,1%                                        | 46,5%                                        | 30,1%                                        |
| 2011                                         | 70                                           | 58                                           | 293                                          | 233                                          |                                              | 10,7%                                        | 8,9%                                         | 44,8%                                        | 35,6%                                        |

## Património
- Igreja Paroquial da Parada
- Ruínas da Muralha das Portas de Montemuro vide Cinfães

## Lugares da freguesia
- Eiriz
- Ilha
- Laboncinho
- Meã
- Mós
- Outeiro de Eiriz
- Sobrado
- Vila
- Corgo de Água